# Jubilee (재패니즈 브렉퍼스트의 음반)
“Jubilee”는 미국의 음악가 재패니즈 브렉퍼스트의 세 번째 정규 음반이다. 2021년 6월 4일 데드 오션스를 통하여 발매하였다. 본래 2020년에 발매할 예정이었으나, 코로나19 범유행으로 인해 발매가 연기되었다.

## 배경
조너는 2016년과 2017년 각각 첫 번째 정규 음반 “Psychopomp”와 두 번째 정규 음반 “Soft Sounds from Another Planet”을 발매하며, 비평가들로부터 호평을 받았다. 두 음반은 2014년에 사망한 조너의 어머니와 관련되어 있는 것으로, 1집은 어머니의 죽음을 애도하고, 2집은 치유를 하는 과정을 다루었다.
2018년 8월에는 더 뉴요커에 어머니가 사망한 후의 일을 소재로 한 'Crying in H Mart'라는 제목의 에세이를 기고하였다. 그리고 이를 토대로 2021년 4월에는 같은 이름의 에세이집 《Crying in H Mart》를 발간했다. 해당 책은 뉴욕 타임스 베스트셀러 목록에서 논픽션 부문 주간 2위를 달성하는 등 여러 매체에서 찬사를 보냈다.

## 제목 및 표지
제목 “Jubilee”는 이스라엘에서 안식년이 일곱 번 지난 50년마다 돌아오는 해라는 의미의 희년을 뜻한다. 조너는 충분히 숙성되어야 떨어지는 감이 희년과 비슷하다고 언급하였다. 벌처에서는 “Jubilee”가 "미셸 조너가 이전에 재패니즈 브렉퍼스트로서 만든 작품 이후 기쁨을 찾는 음반이라고 표현하였다.
“Jubilee”의 음반 표지는 “Psychopomp”와 “Soft Sounds from Another Planet”의 음반 표지와는 대조되는 밝은 색상을 가지고 있다. 표지에는 줄에 매달려있는 감 사이로 노란색 드레스와 아이섀도우를 한 조너가 무릎을 꿇은 자세로 앉아 있다. 동아닷컴과의 인터뷰에서 조너는 "떫고 딱딱한 단감도 세월이 지나면 무른 곶감이 되듯, 1집과 2집에서의 아픔을 이젠 기쁨 같은 새 감정으로 받아들일 때가 되었음을 감으로 상징한 것"이라고 밝혔다. 또한 롤링 스톤과의 인터뷰에서 "감을 말리기 위해 매달아 놓고 겨울을 보내면 말려짐과 동시에 더 달콤해진다. 나는 그렇게 매우 쓰고 단단한 과일이 시간이 지나면 서서히 성숙해지고, 달콤해지고, 환경이 과일에 영향을 미치도록 내버려둔다는 것이 내가 어디서 왔는지에 대한 적절한 비유처럼 느껴졌다"고 이야기하였다.

## 평가
| 전문가 평가            | 전문가 평가 |
| 총 점수                | 총 점수     |
| 출처                   | 점수        |
| ---------------------- | ----------- |
| AnyDecentMusic?        | 8.5/10      |
| 메타크리틱             | 88/100      |
| 평가 점수              |             |
| 출처                   | 점수        |
| DIY                    | [ 15 ]      |
| NME                    | [ 16 ]      |
| 더 라인 오브 베스트 핏 | 9/10        |
| 라우드 앤드 콰이어트   | 9/10        |
| 롤링 스톤              | [ 19 ]      |
| 슬랜트 매거진          | [ 20 ]      |
| 피치포크               | 7.8/10      |
| 익스클레임!            | 9/10        |
| 인디펜던트             | [ 23 ]      |
| 클래시                 | 9/10        |

“Jubilee”는 음악 평단으로부터 극찬을 받았다. 리뷰 애그리게이터 웹사이트 메타크리틱에서는 17개의 리뷰를 통해 100점 만점에 88점이 나왔으며, AnyDecentMusic?에서는 20개의 리뷰를 토대로 10점 만점에 8.5점이 매겨졌다.
인디펜던트의 애나벨 뉴젠트는 "“Jubilee”는 재패니즈 브렉퍼스트라는 가명으로 활동하는 조너의 발전이다."라고 표현하면서 별 다섯 개 만점을 주었다. NME의 윌 리처즈는 "슈게이징에서 영감을 얻은 미셸 조너의 세 번째 음반은 순수한 기쁨을 만들어내기 위한 뛰어나고도 미래지향적인 시도이다"라고 호평을 하면서 별 다섯 개 중 네 개를 주었다. 피치포크의 질리언 메이프스는 "미셸 조너의 “Jubilee”를 듣는 것은 그녀가 의도한 모든 기쁨을 느낄 수 있도록 한다"고 언급하며 10점 만점에 7.8점을 주었다.
라우드 앤드 콰이어트의 케이티 컷포스는 10점 만점에 9점을 주며, "음악에 질병과 죽음의 고통을 담아내는 조너는 우리에게 절망에 저항하는 방법과 비극 속에서 기쁨을 찾는 방법, 즉 그 어느 때보다도 필요한 교훈을 가르쳐준다"고 극찬하였다. 익스클레임!의 알리샤 무갈은 "“Jubilee”는 고통을 밀어내는 것이 아니라 당신이 느끼는 어떤 것이든 그것을 증명하는 것이다. 조너는 이 음반을 통해 당신이 어떤 난장판인 삶에서도 기쁨을 찾을 수 있다는 걸 깨달아주길 바란다"고 이야기하며 9점을 주었다.
클래시의 샘 워커스마트는 "“Jubilee”는 한 사람이 더 많은 시야를 넓히고 싶은 욕망의 소리일 수도 있지만, 우리가 겪는 공포 쇼가 끝난 후 앞을 내다보는 모든 청취자들에게 좋은 반주를 주기도 한다."고 표현하였다. 더 라인 오브 베스트 핏의 에반 릴리는 "올해는 의심할 여지 없이 그녀의 해이며, 또한 오늘날 최고의 인디의 선지자 중 한 명이라는 것을 보여주었다."고 호평하였다.

## 트랙 리스트
표시된 곳을 제외한 모든 곡은 미셸 조너가 작사·작곡하였다.
| #            | 제목                  | 작사·작곡           | 재생 시간 |
| ------------ | --------------------- | ------------------- | --------- |
| 1.           | 〈Paprika〉           |                     | 3:40      |
| 2.           | 〈Be Sweet〉          | 미셸 조너 잭 테이텀 | 3:15      |
| 3.           | 〈Kokomo, IN〉        |                     | 3:39      |
| 4.           | 〈Slide Tackle〉      |                     | 3:40      |
| 5.           | 〈Posing In Bondage〉 |                     | 4:05      |
| 6.           | 〈Sit〉               |                     | 3:07      |
| 7.           | 〈Savage Good Boy〉   |                     | 2:26      |
| 8.           | 〈In Hell〉           |                     | 2:38      |
| 9.           | 〈Tactics〉           |                     | 3:54      |
| 10.          | 〈Posing For Cars〉   |                     | 6:39      |
| 총 재생 시간 | 총 재생 시간          | 총 재생 시간        | 37:03     |

## 참여진
크레딧은 음반의 라이너 노트에서 발췌하였다.
| - 미셸 조너 – 보컬, 프로듀싱, 베이스 (4), 피아노 (7), 어쿠스틱 기타 (3), 일렉트릭 기타 (6, 7, 8, 10), 퍼커션 (1), 신시사이저 (1, 2, 4, 8), 스트링 편곡 (1, 3, 9), 호른 편곡 (1), 크리에이티브 디렉션 - 크레이그 헨드릭스 – 프로듀싱 (1–4, 6–10), 드럼 (1–4, 7–10), 베이스 (1, 3, 6–10), 일렉트릭 기타 (4, 8), 어쿠스틱 기타 (10), 슬라이드 기타 (3), 로즈 (9), 피아노 (10), 신시사이저 (1, 3, 4, 6, 8, 10), 퍼커션, 스트링 편곡 (1, 3, 9), 호른 편곡 (1, 4, 8), 보컬 (8), 엔지니어링 - 잭 테이텀 – 프로듀싱, 신시사이저, 프로그래밍, 일렉트릭 기타, E-보우 일렉트릭 기타, 베이스, 보컬, 엔지니어링 (2, 5) - 라이언 갤로웨이 – 프로듀싱, 일렉트릭 기타, 신시사이저 - 알렉스 지아노스콜리 – 프로듀싱, 로즈, 피아노, 신시사이저 (7) | - 몰리 거머 – 바이올린 (1, 3, 9) - 베로니카 주리키에비츠 – 비올라 (1, 3, 9) - 애덤 샤츠 – 색소폰 (1, 4, 8) - 아론 로커스 – 트럼펫 (1, 4, 8) - 애덤 도슨 – 트롬본 (1, 4, 8) - 알렉스 산틸리 – 추가 엔지니어링 (1, 3, 9) - 에릭 보가츠 – 추가 엔지니어링 (1, 3, 9) - 피터 애시 리 – 사진 - 에벌린 황 – 프로덕션 디자인 - 피터 브래들리 – 프로덕션 어시스턴트 - 세셀리아 리우 – 스타일링 - 마이코 와키 – 헤어 & 메이크업 - 나다니엘 데이비드 우테슈 – 디자인 & 레이아웃 - 조르주 엘브레흐트 – 믹싱 - 헤바 카드리 – 마스터링 |